# اتصالات المغرب
 اتصالات المغرب (بالفرنسية: Maroc Telecom) هي الاسم التجاري للمزود التاريخي لخدمات الاتصالات في المغرب. تأسست الشركة سنة 1999 وتعد الأقدم في مجال الاتصالات في المغرب. وهي أيضًا واحدة من أكبر وأهم شركات الاتصالات في إفريقيا ففروعها تتوزع على عدد مهم من دول القارة. الشركة مدرجة في كل من بورصة الدار البيضاء ويورونكست باريس.
لا تقتصر خدماتها على المحمول والثابت بل توفر باقة متنوعة تشمل الأنترنت وخط اشتراك رقمي غير متماثل والألياف البصرية والقنوات التلفزيونية ذات أنظمة الكابل والآي بي تي في. كما أنها المشغل الثاني للجيل الثالث 3G بعد أورنج المغرب والأولى في الجيل الرابع 4G والجيل الرابع 4G+ ولكن رغم أقدمية الشركة إلا أنها لم تغير عدة خدمات مثل المجيب الآلي والعروض المقدمة.

## تاريخ
- سنة 1998: انقسم المكتب الوطني للبريد والاتصالات إلى جزئين هما بريد المغرب واتصالات المغرب. حيث أصبحت هذه الأخيرة شركة مجهولة الاسم مملوكة للمغرب بشكل كامل.
- نهاية سنة 1999: حصلت على 80 بالمئة من رأسمال مؤسسة كازانت، واحدة من أوائل مزودي الأنترنيت بالمغرب، والتي أنشأت سنة 1995 موقع منارة.
- 20 فبراير 2001: اشترت مجموعة فيفاندي الفرنسية 35% من رأسمال الشركة بعد طرحها للخوصصة من طرف الدولة المغربية.
- أبريل 2001: تربح اتصالات المغرب صفقة بيع 54% من رأسمال شركة موريتل الفاعل التاريخي في مجال الاتصالات في موريتانيا.
- في 17 أكتوبر 2001، تصبح شركة اتصالات المغرب المالك الوحيد لشركة كازانيت باقتنائها ل 100% من أسهم الشركة.
- نوفمبر 2004: فيفاندي ترفع من نسبة مساهمتها في اتصالات المغرب لتصبح مساهمة بنسبة 51% في رأسمال الشركة.
- ديسمبر 2004: اتصالات المغرب تلج بورصة الدار البيضاء بطرح جزء من رأسمالها للمناقصة في البورصة.
- ديسمبر 2007: يصبح رأسمال شركة اتصالات المغرب مقسما على النحو التالي: فيفاندي تمتلك 53% من رأسمال الشركة، صندوق الإيداع والتدبير يمتلك 30% من رأسمال الشركة وتمثل بذلك حصة الحكومة المغربية في اتصالات المغرب، 17% مطروحة في بورصة الدار البيضاء للتداول.
- سنة 2013: بدأت مفاوضات بين فيفاندي واتصالات من أجل بيع اتصالات المغرب.
- ماي 2014: فيفاندي باعت حصتها في اتصالات المغرب إلى إي آند ب 650 مليون دولار.
- يناير 2015: اقتنت اتصالات المغرب فروع «موف» من إي آند بكل من الكوت ديفوار والبنين والطوغو والغابون والنيجر وافريقيا الوسطى إلى جانب «بريستيج تيليكوم».

## النشاط
غيرت اتصالات المغرب عروض الإنترنت ومدة نفاذها وكميتها مقارنة بالاثمنة. وأضافت عرض MT-TALK الذي يوفر ولوج محدود لمواقع التواصل الاجتماعي فيسبوك، وواتساب وتويتر وانستغرام. وكانت الشركة الأولى في المغرب التي توفر خدمة VOD أي الفيديو حسب الطلب على منصتي STARZPLAY و ICFLIX.
قامت الشركة بطلب من الحكومة بجلب تقنية الجيل الرابع 4G+ وخرجت للساحة في 13 يوليو 2015 بصبيب يصل إلى 16 ميجابيت في الثانية.

## إستراتيجية
تستفيد البلدان الحاضنة لفروع مجموعة اتصالات المغرب٬ من نمو اقتصادي واعد، سواء تعلق الأمر بالمغرب أو بدول إفريقيا جنوب الصحراء. وتسعى مجموعة اتصالات المغرب إلى الاستفادة من الفرص التي تمنحها أسواق تواجدها ومواصلة تحقيق أهدافها الأربعة الكبرى والأساسية والتي تشمل تدعيم ريادتها في المغرب٬ التنمية القصوى لفروعها في إفريقيا جنوب الصحراء٬ البحث عن فرص جديدة للنمو في الخارج داخل أسواق واعدة ذات مؤهلات قوية، التميز بجودة الخدمات المدعمة باستثمارات جد مهمة واعتماد سياسة دائمة للتجديد والابتكار.
تتمحور إستراتيجية اتصالات المغرب حول التوجهات الأساسية التالية:
- تحفيز استعمال خدمات الصوت والبيانات وخدمات القيمة المضافة للنقال بفضل العروض المبتكرة والملبية لكل متطلبات زبنائها بأثمنة تفضيلية.
- دعم نمو خدمة الهاتف الثابت من خلال تطوير عروض مغرية وموحدة (صوت وبيانات) ومواصلة إثرائها.
- تطوير ادخال خدمة الأنترنت ذي الصبيب الجد العالي.
- تثمين العروض الخدماتية وجعل اتصالات المغرب نموذجا مرجعيا في مجال خدمة الزبائن.
- الاعتماد على بنيات تحتية لشبكة الهاتف الثابت والنقال بتكنولوجيات الصبيب العالي تستجيب للمعايير التكنولوجية الحديثة.
- تدبير مالي أمثل وبنية مالية متماسكة.
- اعتماد التطور الدولي كرافعة للنمو.
- تعزيز سياسة المسؤولية الاجتماعية للمقاولة عبر برامج انسانية، ثقافية، رياضية وبيئية.

## تنظيم
تعد اتصالات المغرب شركة مجهولة الاسم ذات مجلس إدارة جماعية ومجلس رقابة. وقد انبثقت عن تقسيم المكتب الوطني للبريد والمواصلات السلكية واللاسلكية سنة 1998، وتعتبر الفاعل التاريخي وأول فاعل شامل للاتصالات بالمغرب.
يتمحور الهيكل التنظيمي لاتصالات المغرب حول المهن والخدمات التي تقدمها وذلك عبر مختلف المديريات العامة اللتي تكونها. وتنضاف إليها المديريات المكلفة بتدبير الموارد البشرية، التنمية الدولية، اليقظة والتتبع الاستراتيجي للفروع، التواصل، الرعاية وتنظيم التظاهرات، الجودة وأمن المعلومات والمراقبة العامة (انظر الهيكل التنظيمي).
على المستوى الجهوي، تغطي اتصالات المغرب كل التراب الوطني وذلك عبر 8 مديريات جهوية بكل من الرباط، والدار البيضاء، ومراكش، وأكادير، وسطات، وفاس، وطنجة ووجدة، وتمكن هاته اللامركزية من التفاعل مع الزبناء والشركاء والقرب منهم.
ويتم توزيع منتجات وخدمات اتصالات المغرب عبر شبكة توزيع واسعة تتكون مما يقارب 440 وكالة تجارية، وما يزيد عن 000 75 موزع.

## العروض والخدمات المتاحة للعموم

### الهاتف الجوال والقار
- العروض مسبقة الدفع
- العروض المفوترة
- الخدمات

### الأنترنيت
- خدمات الجيل الثالث 3G
- خدمات الجيل الرابع 4G
- خدمات الجيل الرابع 4G+
- خدمات الأنترنيت في خط اشتراك رقمي غير متماثل.
- خدمات الاتصال عبر الألياف البصرية

## الهوية البصرية

شعار الشركة باللغة الفرنسية

## مقر الشركة
يوجد المقر الرسمي لشركة اتصالات المغرب بالعاصمة الرباط في برج يسمى برج اتصالات المغرب وهي ناطحة سحاب بارتفاع 91 متر (139 متر مع الهوائي) من 20 طابقا وتقع في المنطقة التجارية لحي الرياض.

## أنظر أيضًا
- الاتصالات في المغرب
- الأنترنيت بالمغرب
- المكتب الوطني للبريد والاتصالات
- بريد المغرب
- عبد السلام أحيزون

## وصلات خارجية
- الموقع الرسمي لاتصالات المغرب